# Croix-Moligneaux
Croix-Moligneaux là một xã ở tỉnh Somme, vùng Hauts-de-France, Pháp.

## Địa lý
Thị trấn này tọa lạc trên đường D937, khoảng 1 dặm Anh so với bờ sông Somme, khoảng 17 dặm Anh về phía tây của Saint-Quentin.

## Dân số
| 1962                                                           | 1968 | 1975 | 1982 | 1990 | 1999 |
| -------------------------------------------------------------- | ---- | ---- | ---- | ---- | ---- |
| 299                                                            | 324  | 344  | 289  | 299  | 308  |
| Số liệu điều tra dân số từ năm 1962, dân số không tính hai lần |      |      |      |      |      |